# La saison des ouragans
La saison des ouragans (titre original : Temporada de Huracanes) est un roman de  Fernanda Melchor, publié en 2017.
Le roman a reçu le Prix international de littérature en 2019, présélectionné pour le Prix international Booker en 2020, le International IMPAC Dublin Literary Award en 2021, et présélectionné pour le Prix national du livre de littérature traduite en 2020.